# Юрівська сільська рада (Любарський район)
Юрівська сільська рада — колишня адміністративно-територіальна одиниця та орган місцевого самоврядування у Любарському і Дзержинському районах Житомирської і Бердичівської округ, Вінницької й Житомирської областей Української РСР та України з адміністративним центром у с. Юрівка.

## Населені пункти
Сільській раді були підпорядковані населені пункти:
- с. Юрівка
- с. Новий Любар

## Населення
Кількість населення ради станом на 1923 рік становила 1 896 осіб, кількість дворів — 459.
Відповідно до перепису населення СРСР, станом на 17 грудня 1926 року, чисельність населення ради становила 1 802 особи, з них за статтю: чоловіків — 896, жінок — 906, етнічний склад: українців — 1 774, євреїв — 13, поляків — 15. Кількість господарств — 425, з них несільського типу — 7.
Станом на 5 грудня 2001 року, відповідно до перепису населення України, кількість мешканців сільської ради становила 2 233 особи.

## Склад ради
Рада складалася з 16 депутатів та голови.

### Керівний склад сільської ради
| ПІБ                        | Основні відомості                                                 | Дата обрання | Дата звільнення |
| -------------------------- | ----------------------------------------------------------------- | ------------ | --------------- |
| Шуляк Володимир Степанович | Сільський голова, 1957 року народження, освіта, безпартійний      | 26.03.2006   | 31.10.2010      |
| Шуляк Володимир Степанович | Сільський голова, 1957 року народження, освіта вища, безпартійний | 31.10.2010   |                 |

Примітка: таблиця складена за даними джерела

## Історія
Створена 1923 року в складі с. Юрівка та хуторів Беззубків, Буців, Зайців, Кермишів, Керничка, Кожа, Костів, Кренцьохів (Кренцьоха), Кузьмінського, Кустри, Марцуна, Рябків, Саневичів, Сосновського, Трушкевича і Чернечий (Чернеча) Любарської волості Новоград-Волинського повіту Волинської губернії. Станом на 17 грудня 1926 року в підпорядкуванні значилися хутори Максимців, Пишаків, Попів, Прусів та Участки. На 1 жовтня 1941 року хутори Беззубків, Буців, Зайців, Кермишів, Керничка, Кожа, Костів, Кренцьоха, Кузьмінського, Кустри, Максимців, Марцуна, Пишаків, Попів, Прусів, Рябків, Саневича, Сосновського, Трушкевича та Участки не перебували на обліку населених пунктів.
Станом на 1 вересня 1946 року сільська рада входила до складу Любарського району Житомирської області, на обліку в раді перебували с. Юрівка та х. Чернеча.
11 серпня 1954 року, відповідно до указу Президії Верховної ради Української РСР «Про укрупнення сільських рад по Житомирській області», підпорядковано с. Новий Любар ліквідованої Новолюбарської сільської ради Любарського району. 29 вересня 1960 року, відповідно до рішення Житомирського облвиконкому № 985 «Про вилучення з обліку деяких населених пунктів області», х. Чернеча знятий з обліку. 7 січня 1963 року, відповідно до рішення Житомирського облвиконкому № 16 «Про об'єднання та ліквідацію деяких сільських і селищних рад», сільську раду ліквідовано, територію та населені пункти ради передано до складу Любарської селищної ради Дзержинського району. Відновлена 26 червня 1992 року, відповідно до рішення Житомирської обласної ради «Про внесення змін в адміністративно-територіальний устрій окремих районів», в складі сіл Новий Любар та Юрівка Любарської селищної ради Любарського району.
Ліквідована 20 листопада 2017 року через об'єднання до складу Любарської селищної територіальної громади Любарського району Житомирської області.
Входила до складу Любарського (7.03.1923 р., 26.06.1992 р.) та Дзержинського (30.12.1962 р.) районів.